# John Cornwall
John Cornwall, 1er baron Fanhope et Milbroke, aussi connu sous le nom de Sir John Cornwall et de Sir John Cornouayl, né vers 1364 et mort le 11 décembre 1443, était un noble et homme d'armes anglais, et une des figures chevaleresques les plus respectées de son temps. 
Il était notamment chevalier de l'ordre de la Jarretière et membre du Conseil privé.

## Jeunesse
Fils de Sir John Cornwall, qui fut au service de Jean IV de Bretagne, et de sa femme, la nièce de ce dernier, il naquit à bord d'un navire mouillé en Cornouailles, et fut baptisé à Marazion, en Angleterre.
Il obtint un master en grammaire lors de ses études à l'université[Quoi ?].

## Famille
En 1400, il se marie avec la veuve Élisabeth de Lancastre, duchesse d'Exeter. Cette dernière était la fille de Jean de Gand, le troisième fils survivant du roi Édouard III, et la sœur d'Henri IV. Elle fut précédemment mariée à Jean Holland, premier duc d'Exeter, avec qui elle eut six enfants. Celui-ci fut exécuté pour complot d'assassinat sur la personne d'Henri IV durant ce qu'on appelle la révolte de l'Épiphanie. Le mariage de Sir John et d'Élisabeth fit scandale, dans la mesure où le roi lui avait refusé la main de sa sœur, ce qui lui valut d'être arrêté. Cependant, il est dit que ce fut un mariage heureux.
Sir John et Élisabeth eurent deux enfants, dont John Cornwall, qui naquit vers 1403 et mourut en décembre 1421. Ce jeune John Cornwall meurt au siège de Meaux, à seulement dix-sept ans. Il mourut près de son père, qui fut témoin du boulet de pierre qu'il reçut à la tête. Celui-ci fut profondément affecté par l'expérience de la mort de son fils et héritier, et ainsi promit de ne plus jamais s'engager dans une guerre contre des princes chrétiens.
Le deuxième enfant fut Constance Cornwall qui fut donnée en mariage à John Fitzalan, 7e comte d'Arundel, et mourut en 1427. Aucun des enfants de Sir John Cornwall n'eurent de descendants. 
Ce dernier a, cependant, conçu deux fils illégitimes, John et Thomas, qu'il a d'ailleurs reconnus. Élisabeth mourut le 24 novembre 1426 et fut inhumée à l'Église de Burford, dans le Shropshire, Angleterre.

## Noblesse et carrière militaire
Sir John excellait au combat et fut victorieux de nombreux tournois, provoquant la défaite de nombreux chevaliers dans le combat mêlé. Durant le Moyen Âge, les tournois étaient considérés comme la meilleure manière de tester les compétences d'un guerrier et sa valeur; une idée renforcée par la place prééminente qu'ils occupaient dans l'imaginaire populaire arthurien de cette époque. 
En tant que soldat, Sir John eut une longue et distinguée carrière, servant lors de nombreuses campagnes. Très tôt dans sa carrière, il fut connu pour avoir servi le roi Richard II en Écosse, combattu pour le duc de Lancastre en Bretagne et pour le roi Henri IV contre Owain Glyndŵr durant la révolte des Gallois. Sir John continua par la suite son service militaire pour le roi Henri V dont il fut le connétable et le roi Henri VI durant la guerre de Cent Ans, plus particulièrement durant la bataille d'Azincourt, où il mena l'avant-garde anglaise dans la marche depuis Harfleur. Il servit également en tant qu'ambassadeur auprès des Armagnacs en France, pour son beau-frère, Henri IV. Il garda une importante réputation à travers ses relations et ses services auprès d'Henri IV, Henri V et Henri VI. 
Sir John a amassé tout au long de sa vie une fortune considérable ainsi qu'un important fief. Il accomplit cela à travers son mariage avec Élisabeth de Lancastre, les victoires lors des tournois mais aussi les pillages de la guerre. Lors de la bataille d'Azincourt, il captura Guillebert de Lannoy, et Louis, comte de Vendôme, qu'il rançonna pour des importantes sommes d'argent ; et de 1429 à 1432, Henri VI lui accorda la garde de Charles, duc d'Orléans. Il profita largement des rançons des prisonniers et utilisa les pillages pour construire le château d'Ampthill dans le Bedfordshire, et acheter le manoir de la colline d'Oyster au maire de Londres, William Walworth. Il devint également largement investi dans la communauté marchande de Londres. 
En 1409, Il est fait chevalier de l'ordre de la Jarretière par le roi Henri IV. Il fut investi de la Baronnie Fanhope et d'un siège au Conseil privé du roi le 17 juillet 1433, et Baron Milbroke le 30 janvier 1442, par le roi Henri VI. Les titres de Sir John s’éteignirent à sa mort, n'ayant laissé aucune descendance.

## Mort
Sir John mourut le 11 décembre 1443 au château d'Amphtill, dans le Bedforshire, Angleterre. Il fut inhumé au monastère des Frères Prêcheurs, à Ludgate, dans le Middlesex, Angleterre. 
Après sa mort, le château d'Ampthill devint propriété royale. Catherine d'Aragon y vécut de 1531 à 1533, alors que le roi Henri VIII tentait de divorcer d'avec elle. Le château d'Amphtill est aujourd'hui en ruine, et la chapelle, dans laquelle était la tombe de Sir John, fut détruite durant la Réforme protestante. À propos de sa mort, il fut découvert qu'il possédait 2 989 livres en bons du trésor (environ 1,48 à 2,39 million de livres dans la monnaie actuelle)

## Sources
1. 1 2  (en) Juliet Barker, Agincourt, London, 2005, 152 p.
2. ↑  Bernard Beck, Châteaux forts de Normandie, Rennes, Ouest-France, 1986, 158 p. (ISBN 2-85882-479-7), p. 83.